# 36 heures de la vie d'une femme (parce que 24, c'est pas assez)
Albums de Agnès Bihl
Rêve Général(e)
(2010)
36 heures de la vie d'une femme (parce que 24, c'est pas assez) est le cinquième album d'Agnès Bihl, sorti en 2013.

## Liste des titres
| No  | Titre                            | Durée |
| --- | -------------------------------- | ----- |
| 1.  | La Sieste crapuleuse             | 03:42 |
| 2.  | Ciné-club                        | 03:40 |
| 3.  | Insomnie                         | 03:33 |
| 4.  | La plus belle, c'est ma mère     | 03:23 |
| 5.  | Toubib or not Toubib             | 02:48 |
| 6.  | Pleure pas, Casanova             | 03:49 |
| 7.  | Le Baiser de la concierge        | 03:41 |
| 8.  | Gueule de bois II : Le Retour    | 02:50 |
| 9.  | Faites l'amour, pas la vaisselle | 02:24 |
| 10. | Tout pour plaire                 | 03:10 |
| 11. | Bon dieu, mon vieux              | 03:48 |
| 12. | La Déprime                       | 03:18 |
| 13. | Les Imbéciles                    | 03:28 |
| 14. | La Manif                         | 03:46 |